# تبعید (فیلم ۱۹۹۴)
تبعید (انگلیسی: Exile) یک فیلم است که در سال ۱۹۹۴ منتشر شد. از بازیگران آن می‌توان به ادن یونگ اشاره کرد.